# James Ellsworth
Jimmy „James” Ellsworth Morris (ur. 11 grudnia 1984 w Baltimore w stanie Maryland) – amerykański wrestler i promotor występujący w federacji WWE w brandzie SmackDown pod pseudonimem ringowym James Ellsworth. Występował również w federacjach niezależnych pod pseudonimem „Pretty” Jimmy Dream.

## Kariera profesjonalnego wrestlera

### Federacje niezależne (2002–2016)
Przez większość swojej kariery, Morris występował w federacjach niezależnych pod pseudonimem ringowym „Pretty” Jimmy Dream, współpracując w tag teamie z Adamem Uglym jako „Pretty Ugly”. Duo zdobyło tytuły mistrzowskie dywizji tag team w kilku regionalnych promocjach, głównie w północno-wschodniej części Stanów Zjednoczonych, między innymi w State Championship Wrestling, American Combat Wrestling i Big Time Wrestling. Pretty Ugly zadebiutowało na pierwszej w historii gali federacji 302 Pro Wrestling. W 2006, Morris zadebiutował w federacji CZW, biorąc udział w turnieju CZW Tournament of Death 5, gdzie wraz z Drewem Gulakiem przegrali z drużyną BLKOUT. 4 czerwca tego samego roku, Pretty Ugly wygrało turniej koronujący pierwszych 302 Pro Wrestling Tag Team Championów, gdzie pokonali The Dub Boys i Riot City’s Most Wanted w finale. Morris prowadzi również własną promocję pod nazwą Adrenaline Championship Wrestling, którą otworzył we wrześniu 2009.

### WWE

#### Wczesne wystąpienia (2014–2016)
Przed jego właściwym debiutem dla WWE, Morris wystąpił kilka razy jako jedna z maskotek Adama Rose’a, kiedy ten odbywał swoje walki dla federacji w stanie Baltimore.
Morris, występujący jako James Ellsworth, swoją pierwszą walkę dla WWE stoczył 25 lipca 2016 na odcinku tygodniówki Raw jako jobber, zostając szybko pokonanym przez Brauna Strowmana. Ellsworth stał się sensacją internetu ze względu na swoje oryginalne wystąpienie przed fanami. Jego cechami charakterystycznymi jest krótka żuchwa, zaś przed walką wypowiedział motywacyjne promo deklarujące, iż „każdy mężczyzna z dwiema pięściami ma szansę na wygraną” (ang. „any man with two hands has a fighting chance”), mimo że po chwili został pokonany przez dużo większego oponenta.

#### Scenariusz z AJ Stylesem (2014–2016)
Ellsworth powrócił 13 września na odcinku SmackDown jako tajemniczy tag team partner dla WWE World Championa AJ’a Stylesa w walce przeciwko Deanowi Ambrose’owi i Johnowi Cenie, lecz przy wejściu do ringu został zaatakowany przez The Miza i to on zastąpił go w pojedynku. 11 października na odcinku SmackDown, Ellsworth został wybrany przez AJ’a Stylesa jako jego przeciwnik w walce bez tytułu na szali, lecz generalny menadżer SmackDown Daniel Bryan wyznaczył dodatkowo Ambrose’a jako sędziego specjalnego z dodatkowym warunkiem, że jeśli Styles zaatakuje Ambrose’a, mistrz zostanie zawieszony. Ambrose faworyzował Ellswortha podczas swojej rywalizacji ze Stylesem, między innymi pomagając mu odnieść zwycięstwo nad światowym mistrzem. Tydzień później, Ellsworth otrzymał szansę na walkę o WWE World Championship z AJ’em Stylesem, gdzie Ambrose serwował jako konferansjer i chronometrażysta. Ellsworth wygrał przez dyskwalifikację, przez co tytuł nie zmienił właściciela. Od czasu emisji tej walki, WWE zaczęło sprzedawać oficjalne koszulki Ellswortha, pomimo braku podpisania kontraktu pomiędzy wrestlerem, a organizacją.
Ellsworth kontynuował ingerencje w walkach Stylesa podczas jego rywalizacji z Ambrosem, gdzie ten w ramach wdzięczności dla Deana postanowił wspierać go w jego pojedynkach ze Stylesem. 25 października na odcinku SmackDown, Ellsworth (stojący wokół ringu i kibicujący Ambrose’owi) wykonał No Chin Music na Stylesie, powodując dyskwalifikację Ambrose’a i stratę miana pretendenta o światowy tytuł. Po zakończeniu gali, Ellsworth pojawił się w talk-show Talking Smack, czując się winnym tamtej sytuacji. 1 listopada na odcinku SmackDown, Ellsworth przeprosił Ambrose’a; ten przyjął przeprosiny, lecz nakazał mu opuszczenie budynku. Pomimo tego, Ellsworth zainterweniował w rewanżu Ambrose’a i Stylesa, gdzie tym razem wbiegł w okolice ringu i zwrócił uwagę Stylesa na sobie, co wykorzystał Ambrose i przypiął rywala. Tydzień później na SmackDown, komisarz SmackDown Shane McMahon wybrał Ellswortha jako maskotkę drużyny SmackDown na gali pay-per-view Survivor Series. Tej samej nocy, Ellsworth został przypięty przez Braya Wyatta w 6-man tag team matchu. Podczas gali, Ellsworth schował się pod ringiem i złapał nogę Brauna Strowmana, przez co sędzia go odliczył pozaringowo i wyeliminował z pojedynku. Tuż po tym wściekły Strowman złapał Ellswortha przy rampie areny i rzucił przez stoły, kontuzjując jego kark. 22 listopada na odcinku SmackDown otrzymał kontrakt na występy dla rosteru SmackDown, jednak wpierw Styles zmierzył się z nim w ladder matchu z kontraktem zawieszonym nad ringiem. Ellsworth wygrał walkę przy pomocy Ambrose’a, stał się członkiem SmackDown, a także przyszłym pretendentem do WWE World Championship.
29 listopada podczas odcinka SmackDown Live, Ellsworth odniósł kontuzję (według scenariusza), gdzie Styles wykonał mu dwa razy Styles Clash na stalowych schodkach. Ellsworth pojawił się podczas gali TLC: Tables, Ladders & Chairs i zainterweniował w pojedynku pomiędzy Stylesem i Ambrosem, gdzie pomógł temu pierwszemu poprzez zepchnięcie drabiny, na której stał Ambrose. Ellsworth oficjalnie stał się antagonistą. Dwa dni później wytłumaczył atak tym, że pokonał Stylesa trzy razy i to on powinien być ponownie pretendentem do WWE World Championship. Ellsworth spowodował przegraną Ambrose’a z The Mizem o Intercontinental Championship podczas odcinka SmackDown Live z 6 grudnia. 20 grudnia, Ellsworth przegrał ze Stylesem o tytuł w mniej niż minutę, tym samym kończąc scenariusz pomiędzy tą dwójką.

#### Współpraca z Carmellą (od 2017)
Po przegranej ze Stylesem, Ellsworth zapoznał się na zapleczu z Carmellą, która stwierdziła, że jest on dla niej atrakcyjny. Ellsworth zaczął pojawiać się podczas walk Carmelli i pomagać jej odnosić nieczyste zwycięstwa. Pojawił się w Royal Rumble matchu na styczniowej gali Royal Rumble jako 11. uczestnik, lecz został szybko wyeliminowany przez Brauna Strowmana. 28 lutego na odcinku SmackDown Live, Ellsworth i Carmella skonfrontowali się na zapleczu z Johnem Ceną i Nikki Bellą, gdzie duo protagonistów wyzwało Ellswortha i Carmellę do mixed tag team matchu na przyszłotygodniową edycję SmackDown Live; walkę wygrali Cena i Bella. Ellsworth zadebiutował na WrestleManii 33 w roli menedżera Carmelli podczas jej udziału w six-pack challenge’u o WWE SmackDown Women’s Championship, który wygrała Naomi.

## Życie osobiste
Ellsworth jest ojcem dwóch córek, Leah i Lacey. Uznaje Chrisa Jericho jako swojego najlepszego podopiecznego, będąc jego fanem od ponad dwudziestu lat. Ellsworth jest fanem zespołu muzycznego The Offspring, podczas gdy posiada tatuaż z ich logiem (płonącą czaszką) na lewej ręce oraz obrazek z okładki albumu Rise and Fall, Rage and Grace na prawej ręce. W wywiadzie z 2012, Ellsworth przyznał, że jest wielkim fanem futbolu i baseballu, zaś Baltimore Ravens i Baltimore Orioles są jego ulubionymi drużynami.
Ellsworth ma przyrodniego brata, który również jest profesjonalnym wrestlerem i występuje pod pseudonimem „Chris Nightmare”.

## Styl walki
- Finishery
  - Diving reverse STO[31][32][33] – jako Jimmy Dream
  - Whiskas (Double underhook facebuster) – federacje niezależne; parodia ruchu Pedigree Triple H’a
  - No Chin Music[13][34] (Superkick) – parodia ruchu Shawna Michaelsa
- Inne ruchy
  - Code of Ellsworth (Diving reverse STO) – parodia ruchu Carmelli[27]
- Przydomki
  - „Pretty”[1]
  - „Pretty Fly for a White Guy”[6]
  - „The Chinless One”[35]
  - „The Big Hog”
- Osoby, które menedżerował
  - Carmella[26]
  - Dean Ambrose[13]
- Motywy muzyczne
  - „If You Want to Be a Good Girl (Get Yourself a Bad Boy)” ~ Backstreet Boys (federacje niezależne)
  - „Retaliation” ~ CFO$ (WWE; od 25 października 2016 do 4 grudnia 2016; używany podczas współpracy z Deanem Ambrosem)
  - „Chinless Abandon” ~ CFO$[36] (od 18 października 2016)
  - „Fabulous” ~ CFO$[37] (od 3 stycznia 2017; używany podczas współpracy z Carmellą)

## Mistrzostwa i osiągnięcia
- 302 Pro Wrestling
  - 302 Pro Wrestling Tag Team Championship (1 raz) – z Adamem Uglym[38]
- Adrenaline Championship Wrestling
  - ACW Tag Team Championship (1 raz) – z Adamem Uglym[39]
- Covey Promotions
  - CP Cruiserweight Championship (1 raz)[40]
- First State Championship Wrestling
  - 1CW Tag Team World Championship (2 razy) – z Adamem Uglym (1)[41] i Reggiem Regem (1)[42]
- Maximum Championship Wrestling
  - Maximum Championship Wrestling Crusierweight Championship (4 razy)[43]
- Power Pro Wrestling
  - PPW Tag Team Championship (1 raz) – z Adamem Uglym[44]
- Ultra Championship Wrestling
  - UCW Heavyweight Championship (3 razy)[45]
  - Dominic Denucci Tournament Winner (2011)[46]